# Gaussia gomez-pompae
Gaussia gomez-pompae es una especie de palmera endémica de México, donde crece en las escarpadas rocas de piedra caliza en los estados de Oaxaca, Tabasco y Veracruz.

## Descripción
Gaussia gomez-pompae alcanza un tamaño de entre 10 y 14 metros de altura. Los tallos son de 30 centímetros de diámetro. Tiene hasta diez hojas pinnadas compuestas. Los frutos son de color rojo anaranjado, de 1,5 a 1,6 cm de diámetro.
La especie está clasificada como vulnerable , y está amenazada por la destrucción del hábitat y la degradación.

## Taxonomía
Gaussia gomez-pompae fue descrita por (H.J.Quero) H.J.Quero y publicado en Systematic Botany 11(1): 153–154, f. 13–16. 1986.
Etimología
Gaussia: nombre genérico otorgado en honor del matemático alemán Karl Friedrich Gauss (1777–1855).
gomez-pompae: epíteto otorgado en honor del botánico mexicano Arturo Gómez-Pompa.
Sinonimia
- Opsiandra gomez-pompae H.J.Quero	basónimo[6]